# Julia Isbrücker
Julia Isbrücker (volledige naam Julia Catharina Isbrücker-Dirksen, geboren op 22 september 1887 in Kralingen (Rotterdam) - gestorven op 14 januari 1971) was een Nederlandse Esperantiste en vice-voorzitster van de Universala Ligo, een vereniging ter bevordering van de vrede door middel van een wereldfederalisme. Zij was erelid van de Universala Esperanto-Asocio (UEA), lid van het Internationaal Centraal Comité en de examencommissie, lid van Soroptimist en voorzitter van de federatie. Samen met András Cseh richtte ze de Universala Ligo (Universele Bond) op.
In 1939 werd ze secretaris van een nieuw opgericht Nederlands Comité voor de praktische toepassing van Esperanto, waarvan de burgemeester van Den Haag en directeuren van een bank, een toerismebureau, PTT, Philips en KLM lid waren.

## Universala Ligo
Na de Tweede Wereldoorlog richtte ze samen met András Cseh de Universala Ligo (Universele Bond) op, een wereldfederatie gebaseerd op het werk van Clarence Kirschman Streit, een Amerikaanse journalist en prominente figuur in wereldfederalistische middens zoals de World Movement for World Federal Government. 
De leuze van de Universala Ligo was: "De wereld is één land; de mensheid is één volk". Haar ideaal was het nastreven van een wereldfederatie die de vrede helpt te bevorderen. De officiële taal was het Esperanto, maar ook niet-Esperantosprekers konden zich aansluiten. Universala Ligo beheerde een eigen internationaal geldsysteem met als eigen munt de "Stelo". Universala Ligo scheen samen te werken met de "Movement for World Federal Government" (Beweging voor federatief wereldbestuur) in New York.

## Vertalingen
Ze vertaalde naar het Esperanto onder andere het werk van Rico Bulthuis "La Alia Pasinteco" (1952), vertaling van "Het andere verleden" (1947, in 1963 verfilmd als 'De vergeten medeminnaar') en het werk van de Sloveense schrijver Martin Kojc die zowel in het Sloveens als het Duits schreef o.a. het oorspronkelijk in het Duits geschreven boek "Das Lehrbuch des Lebens" (1935) werd ook in het Esperanto uitgegeven onder de titel "La libro de la vivo" (1970).

## Eerbetoon
In 2020 werd in Oostenrijk een zilveren medaille met een portret van Julia Isbrücker in de vorm van een Esperanto-munt ter waarde van 50 steloj (sterren) uitgereikt. De munt werd in 2020 ontworpen door Helmut Andexlinger, hoofdontwerper van de Münze Österreich (de Oostenrijkse staatsmunt).

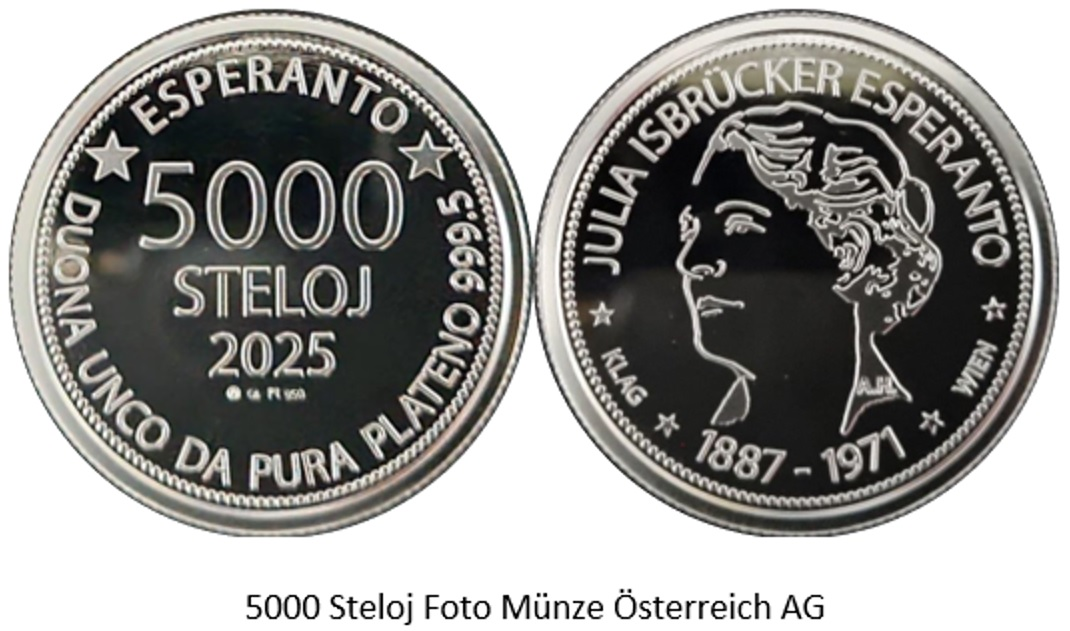
5000 Steloj 2025 plateno 15 g

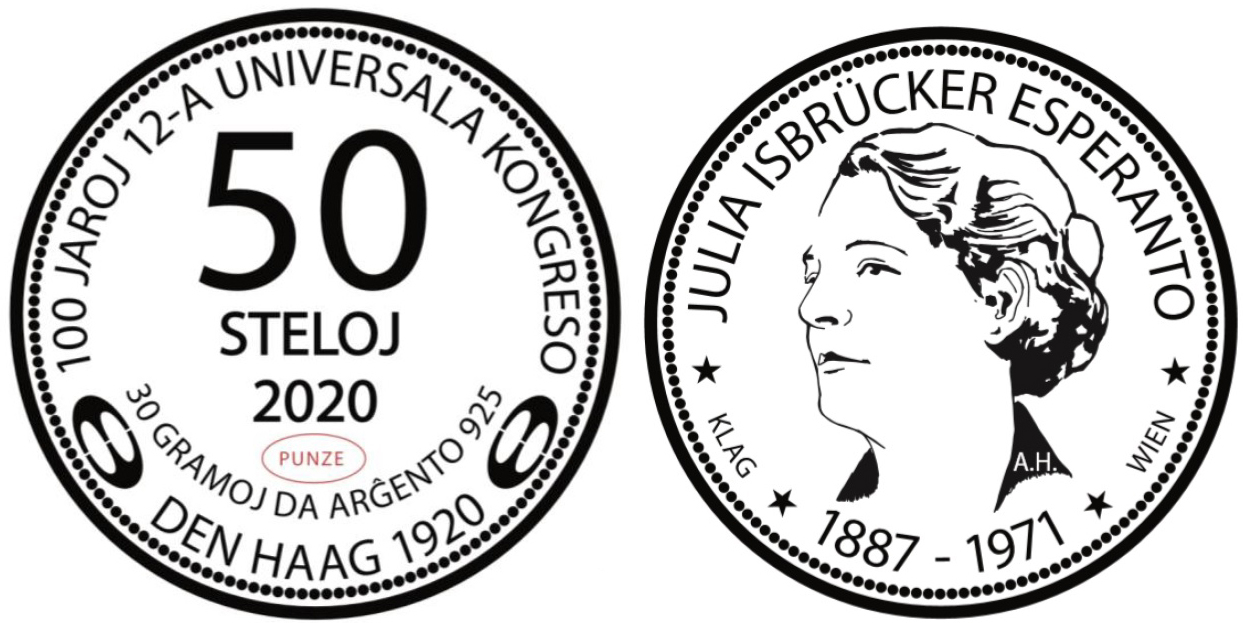
50 Steloj (50 sterren) 2020. 30 g da argxento 925/1000.